# احمد محمود (بازیکن فوتبال)
احمد محمود (انگلیسی: Ahmed Mahmoud؛ زادهٔ ۳۰ مارس ۱۹۸۹) بازیکن فوتبال اهل امارات متحده عربی است.
از باشگاه‌هایی که در آن بازی کرده‌است می‌توان به باشگاه فوتبال شباب الاهلی امارات اشاره کرد.
وی همچنین در تیم ملی فوتبال امارات متحده عربی بازی کرده‌است.